# Terreur nocturne
Pour l'épisode de série télévisée, voir Saison 8 de Dr House#Épisode 18 : Terreurs nocturnes.
 Mise en garde médicale
Une terreur nocturne est une parasomnie consistant en un trouble paroxystique et spectaculaire du sommeil survenant en début de nuit et en phase de sommeil lent profond. Le sujet a ensuite une amnésie complète de l'épisode. La terreur nocturne se rapproche du somnambulisme. Cependant, elle est très différente du cauchemar qui survient plutôt en fin de nuit, en phase de sommeil paradoxal et dont le sujet garde le souvenir. 

## Épidémiologie
Des terreurs nocturnes répétées sont observées chez 1 à 3 % des enfants de moins de 15 ans, chez 6 % des enfants d'âge préscolaire, et sont sans doute encore plus fréquentes chez le très jeune enfant, mais elles seraient alors moins facilement identifiées.
Moins de 1 % des adultes en sont affectés.

## Description
La terreur nocturne commence en début de nuit ou de siestes longues (dans les une à trois heures après l'endormissement) par un cri de panique. L'enfant est souvent assis sur son lit, les yeux écarquillés et fixes, en mydriase. Il a l'air terrifié, hurle et est insensible aux tentatives de ses parents pour le rassurer : il se débat, lorsqu'on tente de le toucher pour le calmer. La crise dure de une à 20 minutes et s'accompagne de tachycardie, polypnée, agitation, sudation, cris, rougeur du visage ou parfois pâleur. Il prononce parfois des propos incohérents. Généralement, en fin de crise, l'enfant s'apaise spontanément et se rendort. Il ne garde aucun souvenir de la crise sauf dans certains cas exceptionnels, mais elle laisse en général ses parents très inquiets et désemparés.
Selon le DSM-IV, pour être considérées comme pathologiques, les terreurs nocturnes doivent être répétées et causer une détresse ou une gêne au fonctionnement affectif et social notable.

## Diagnostic différentiel
La terreur nocturne ne doit pas être confondue avec d'autres troubles du sommeil comme les cauchemars, les troubles du comportement en sommeil paradoxal, ou encore la paralysie du sommeil.
- Les cauchemars sont des rêves au contenu angoissant qui se présentent à l'image d'un rêve courant avec une histoire (ou pseudo-histoire), des émotions : anxiété, stress, angoisse, peur… À l'extrême ils sont effrayants. Le rêveur peut se souvenir de son cauchemar lors du réveil ou plus tard et le raconte volontiers. Les souvenirs de cauchemars peuvent d'ailleurs générer une crainte chez les enfants avant le coucher. Le cauchemar survient en phase de sommeil paradoxal.
- Chez l'adulte, le trouble du comportement en sommeil paradoxal survient durant le sommeil paradoxal, le plus souvent en seconde partie de nuit. Une polysomnographie est parfois nécessaire pour les différencier.
- La paralysie du sommeil génère des symptômes d'angoisse, de peurs, du même ordre que ceux des terreurs nocturnes, mais il existe en plus des phénomènes hallucinatoires connexes non décrits dans les terreurs nocturnes (du fait de l'amnésie de ces dernières)[réf. nécessaire].

## Physiopathologie
Selon Marie Josèphe Challamel, ces manifestations correspondent « à un éveil dissocié, survenant au sommeil lent profond, à la fin du premier ou du deuxième cycle de sommeil, peu avant l'apparition d'une première phase de sommeil paradoxal qui sera généralement ratée. Éveil dissocié avec activation motrice (somnambulisme) et/ou neurovégétative (terreurs nocturnes et somnambulisme terreur) alors que le cortex reste probablement en sommeil lent profond ce qui explique l'amnésie. »
D'après Thirion et Challamel, les circonstances favorisant l'apparition de terreurs nocturnes sont :
- les « cassures de rythme », changements de rythme et « chahuts » relationnels ou psychologiques que l'enfant peut vivre (séparations, grandes découvertes, frayeur, découverte de la jalousie, de la mort…) ;
- le manque de sommeil, qui amène l'enfant à prolonger et approfondir son sommeil lent profond. Les terreurs nocturnes apparaissent d'ailleurs fréquemment vers 4 ans, au moment de la disparition des siestes[5].

## Traitement
- La première mesure est de rassurer les parents sur l'absence de danger de ces crises nocturnes, notamment en expliquant leur physiopathologie.
- Procurer à l'enfant un maximum d'heures de sommeil et à horaire régulier[5].
- Si les crises sont répétées un enregistrement polysomnographique peut être réalisé.
- Le traitement privilégie la psychothérapie plutôt que les médicaments chez ces enfants lorsque les crises sont répétées et surtout si elles s'associent à d'autres signes de souffrance psychologique comme une inhibition.
- Il faut éviter de réveiller l'enfant, sans quoi il recommencera son cycle de sommeil en se rendormant et fera une autre terreur nocturne quelques heures plus tard. Il faut parler tout doucement à l'enfant et le renvoyer au sommeil[6].
- Des traitements médicamenteux à base de benzodiazépine peuvent aider à résoudre ces problèmes[7] mais des effets secondaires trop importants et une limitation de la consommation dans le temps font de ce traitement un traitement non-recommandé[8].